# Fechtweltmeisterschaften 2003
Die 51. Fechtweltmeisterschaft fand 2003 in Havanna statt. Es wurden insgesamt zwölf Wettbewerbe ausgetragen, jeweils Einzel- und Mannschaftswettbewerbe mit Degen,
Florett und Säbel für Herren und für Damen.

## Herren

### Florett, Einzel
| Platz | Land | Sportler       |
| ----- | ---- | -------------- |
| 1     | GER  | Peter Joppich  |
| 2     | ITA  | Simone Vanni   |
| 3     | ITA  | Andrea Cassarà |
|       | FRA  | Brice Guyart   |

### Florett, Mannschaft
| Platz | Land                | Sportler                                                |
| ----- | ------------------- | ------------------------------------------------------- |
| 1     | Italien             | Andrea Cassarà, Salvatore Sanzo, Simone Vanni           |
| 2     | Volksrepublik China | Wang Haibin, Wu Hanxiong, Ye Chong, Zhou Rui            |
| 3     | Deutschland         | Dominik Behr, Ralf Bißdorf, Peter Joppich, André Weßels |

### Degen, Einzel
| Platz | Land | Sportler        |
| ----- | ---- | --------------- |
| 1     | FRA  | Fabrice Jeannet |
| 2     | UKR  | Maksym Chworost |
| 3     | FRA  | Ulrich Robeiri  |
|       | BLR  | Wital Sacharau  |

### Degen, Mannschaft
| Platz | Land        | Sportler                                                         |
| ----- | ----------- | ---------------------------------------------------------------- |
| 1     | Russland    | Pawel Kolobkow, Sergei Kotschetkow, Alexei Selin, Igor Turtschin |
| 2     | Deutschland | Jörg Fiedler, Norman Ackermann, Christoph Kneip, Wolfgang Reich  |
| 3     | Schweden    | Fredrik Nilsson, Robert Dingl, Péter Vánky, Magnus Malmgren      |

### Säbel, Einzel
| Platz | Land | Sportler              |
| ----- | ---- | --------------------- |
| 1     | UKR  | Wolodymyr Lukaschenko |
| 2     | ROU  | Mihai Covaliu         |
| 3     | HUN  | Domonkos Ferjancsik   |
|       | ITA  | Aldo Montano          |

### Säbel, Mannschaft
| Platz | Land     | Sportler                                                                     |
| ----- | -------- | ---------------------------------------------------------------------------- |
| 1     | Russland | Sergei Scharikow, Stanislaw Posdnjakow, Alexei Jakimenko, Alexei Djatschenko |
| 2     | Ungarn   | Domonkos Ferjancsik, Kende Fodor, Balázs Lengyel, Zsolt Nemcsik              |
| 3     | Ukraine  | Dmytro Bojko, Wolodymyr Lukaschenko, Oleh Schturbabin, Wladyslaw Tretjak     |

## Damen

### Florett, Einzel
| Platz | Land | Sportlerin        |
| ----- | ---- | ----------------- |
| 1     | ITA  | Valentina Vezzali |
| 2     | POL  | Sylwia Gruchała   |
| 3     | HUN  | Aida Mohamed      |
|       | ROU  | Roxana Scarlat    |

### Florett, Mannschaft
| Platz | Land     | Sportlerinnen                                                                |
| ----- | -------- | ---------------------------------------------------------------------------- |
| 1     | Polen    | Sylwia Gruchała, Magdalena Mroczkiewicz, Anna Rybicka, Małgorzata Wojtkowiak |
| 2     | Russland | Jekaterina Juschewa, Swetlana Boiko, Jewgenija Lamonowa, Viktoria Nikischina |
| 3     | Rumänien | Laura Badea-Cârlescu, Roxana Scarlat, Cristina Stahl, Zsofia Lazăr-Szabo     |

### Degen, Einzel
| Platz | Land | Sportlerin         |
| ----- | ---- | ------------------ |
| 1     | UKR  | Natalija Konrad    |
| 2     | FRA  | Maureen Nisima     |
| 3     | ITA  | Cristiana Cascioli |
|       | CHN  | Li Na              |

### Degen, Mannschaft
| Platz | Land        | Sportlerinnen                                                      |
| ----- | ----------- | ------------------------------------------------------------------ |
| 1     | Russland    | Karina Asnawurjan, Oxana Jermakowa, Tatjana Logunowa, Anna Siwkowa |
| 2     | Deutschland | Claudia Bokel, Imke Duplitzer, Britta Heidemann, Marijana Marković |
| 3     | Ungarn      | Adrienn Hormay, Ildikó Mincza, Tímea Nagy, Hajnalka Tóth           |

### Säbel, Einzel
| Platz | Land | Sportlerin       |
| ----- | ---- | ---------------- |
| 1     | ROU  | Dorina Mihai     |
| 2     | CHN  | Tan Xue          |
| 3     | ITA  | Gioia Marzocca   |
|       | POL  | Aleksandra Socha |

### Säbel, Mannschaft
| Platz | Land                | Sportlerinnen                                                      |
| ----- | ------------------- | ------------------------------------------------------------------ |
| 1     | Italien             | Ilaria Bianco, Gioia Marzocca, Rosanna Pagano, Alessandra Lucchino |
| 2     | Volksrepublik China | Bao Yingying, Huang Haiyang, Zhang Ying, Tan Xue                   |
| 3     | Aserbaidschan       | Yelena Əmirova, Jelena Schemajewa, Anjela Volkova, Janna Syukayeva |